# ألونزو كيمبل
ألونزو كيمبل (بالإنجليزية: Alonzo Kimball)‏ هو سياسي أمريكي، ولد في 29 نوفمبر 1808، وتوفي في 1900.